# High School Musical (loạt phim)
Series phim High School Musical gồm ba bộ phim âm nhạc Disney đạo diễn bởi Kenny Ortega và kịch bản bởi Peter Barsocchini. Nhân vật chính là Zac Efron, Vanessa Hudgens, Ashley Tisdale, Corbin Bleu, Lucas Grabeel và Monique Coleman. Bộ phim gốc được phát hành vốn chỉ đơn giản là một phim nguyên gốc Disney Channel, nhưng sau thành công rực rỡ của nó, phần tiếp theo của bộ phim đã được thực hiện. Phần ba của series này đã được phát hành ở rạp.

## Series phim

### High School Musical(2006)
High School Musical đã phát hành ngày 20 tháng 1 năm 2006 với vai trò một Disney Channel Original Movie (DCOM), và là DCOM thành công nhất từng được sản xuất. Đây là bộ phim được xem nhiều nhất trên Disney Channel năm 2006, với 7,7 triệu lượt xem cho lần đầu công chiếu ở Hoa Kỳ và 789.000 lượt xem tương ứng ở Anh. Đây cũng là DCOM đầu tiên và duy nhất được phát sóng trên BBC ngày 29 tháng 12 năm 2006, và đã được xem bởi trên 225 triệu người trên toàn thế giới.

Lần xuất hiện đầu tiên của Troy và Gabriella.

Chàng trai thể thao nổi tiếng trường East High, Troy Bolton (Zac Efron) và cô gái thông minh, ngại ngùng Gabriella Montez (Vanessa Hudgens) gặp nhau ở khu nghỉ trượt tuyết trong kì nghỉ Giáng sinh và vô tình cùng nhau tham gia vào một cuộc thi hát karaoke. Khi trường học trở lại vào tháng một, Gabriella lại là học sinh mới tại chính ngôi trường East High, làm cho trái tim Troy thêm xao xuyến. Sau đó, họ bị hai đồng chủ tịch câu lạc bộ kịch khá khó ưa Sharpay (Ashley Tisdale) và Ryan (Lucas Grabeel) Evans nhìn thấy đang nói chuyện tại bảng đăng ký cho Buổi nhạc hội Mùa đông. Qua tìm hiểu, Sharpay biết rằng Gabriella là một học sinh rất xuất sắc ở ngôi trường cũ và thuyết phục đội trưởng Đội khoa học Taylor McKessie (Monique Coleman) mời Gabriella vào đội để ngăn cản cô tham gia biểu diễn. Người bạn tốt nhất của Troy, Chad Danforth (Corbin Bleu), rất lo lắng vì Troy dường như không còn tập trung vào tập luyện bóng rổ để chuẩn bị cho trận thi đấu của trường dù anh là đội trưởng.
Tới ngày thử giọng cho buổi nhạc kịch, cả Troy và Gabriella đều xấu hổ để hát và họ chỉ đến xem Sharpay và Ryan biểu diễn. Đến cuối buổi thử giọng, khi họ đủ can đảm biểu diễn, cô giáo kịch Darbus (Alyson Reed) không cho họ thử giọng vì đã quá muộn. Nhưng họ lại nhận được thiện cảm của Kelsi Nielsen (Olesya Rulin), người soạn nhạc của buổi nhạc kịch, khi hát rất hay ca khúc của cô ngay sau đó. Vô tình cô Darbus đã nghe được Troy và Gabriella hát và mời họ vào vòng tiếp theo.
Khi cả trường biết chuyện Troy đã thử giọng cho Buổi nhạc hội Mùa đông, mọi sự việc trong trường đều trở nên rối loạn. Chad và Taylor sợ rằng chuyện này sẽ ảnh hưởng đến thành tích của Đội bóng rổ và Đội khoa học của mỗi người, họ đã can thiệp để làm Troy và Gabirella thay đổi ý định về việc tham gia buổi nhạc kịch. Họ đã thành công bước đầu khi tách được Troy và Gabriella ra, song sau đó, Troy và Gabriella đã biết được mọi chuyện và quyết định sẽ vẫn tham gia buổi nhạc kịch. Trong lúc đó, Sharpay và Ryan ra sức thuyết phục cô Darbus thay đổi ngày thử giọng vòng 2 cuộc thi nhạc kịch để ngày thi bóng rổ, ngày thi khoa học và cuộc thi thử giọng diễn ra cùng lúc. Hai chị em Evans đã tới tham gia buổi thử giọng. Sợ Troy và Gabriella không thể tham gia được, Chad và Taylor đã phá hệ thống điện để ngừng trận bóng rổ, và đun hóa chất độc để ngừng cuộc thi khoa học. Ngay sau đó Troy và Gabriella chạy đến hát trong cuộc thi thử giọng, được tất cả mọi người hưởng ứng. Cuối cùng, cô Darbus đã quyết định chọn Troy và Gabriella đóng vai chính, còn Sharpay và Ryan chỉ là người dự bị.
Bộ phim kết thúc với chiến thắng của cả đội bóng của Troy và đội khoa học của Gabriella, và mọi người nhảy múa ăn mừng chiến thắng.

### High School Musical 2(2007)

Ryan và Sharpay ở Lava Springs.

Thời điểm kết thúc năm học, mọi người rất háo hức với kì nghỉ hè. Gabriella (Vanessa Hudgens) hạnh phúc khi cuối cùng cũng được tận hưởng kì nghỉ mà không phải chuyển đi nơi khác. Rất nhiều học sinh của trường đã được thuê làm việc hè tại khu nghỉ mát Lava Springs thuộc sở hữu của nhà Sharpay (Ashley Tisdale), trong đó có Troy (Zac Efron) và Gabriella, mà Sharpay không hề hay biết. Khi cô đang tắm nắng ở đây, mọi người đột nhiên ùa vào và khi biết chuyện, cô rất tức giận. Cô bắt người quản lý, ông Fulton (Mark L. Taylor), đuổi tất cả đi; nhưng do chẳng có lý do nào để đuổi, họ đặt ra những quy tắc rất nghiêm ngặt cho nhóm Wildcats. Cả nhóm rất chán nản và định từ bỏ, nhưng Troy đã nâng cao tinh thần cho mọi người và tất cả đã quyết tâm ở lại. Sharpay đặt ra nhiều hứa hẹn hấp dẫn để giành lấy Troy, trong đó có một học bổng đại học về bóng rổ. Mặc dù nói rằng anh sẽ vẫn giữ mối quan hệ với Gabriella, Gabriella vẫn cảm thấy xa cách khi Troy vẫn dành nhiều thời gian với Sharpay.
Trong khi đó, khu nghỉ chuẩn bị tổ chức một show diễn tài năng, và Kelsi (Olesya Rulin) đã viết một bản ballad dành riêng cho Troy và Gabriella. Sharpay đã đánh cắp bài hát và định biểu diễn nó cùng Troy trong đêm diễn. Cậu em trai Ryan (Lucas Grabeel) dần thấy Sharpay không còn muốn hát chung với mình nữa, anh nhận ra mình đang dần thân với nhóm Wildcats, kể cả việc chơi bóng chày cùng Chad (Corbin Bleu), trong khi Troy lại từ từ rời xa mọi người để đến thân thiết hơn với gia đình Sharpay. Ryan đã cùng Wildcats chuẩn bị một tiết mục nhảy múa đặc biệt trong đêm diễn tài năng, và khi Sharpay thấy họ tập, lòng đố kị khiến cô yêu cầu người quản lý Fulton ra lệnh cấm tất cả nhân viên được tham dự buổi diễn. Fulton thông báo cho Taylor (Monique Coleman) để cô báo cho những người bạn Wildcats của mình được biết.
Từ sau sự việc này, mọi người bắt đầu trở nên không còn cảm tình với Troy. Troy cũng không biết lý do vì sao các bạn lại đối xử với mình như vậy. Sau một buổi tập hát với Sharpay, Gabriella đã chia tay Troy. Troy rất buồn và ngày hôm sau, khi Kelsi cho biết chuyện gì đang xảy ra, anh đã rất bực bội. Anh đến gặp Sharpay, nói rằng anh không thích cách Sharpay đối xử với bạn bè anh và quyết định thôi việc tại Lava Springs, cũng như hủy bỏ lời hứa hát cùng cô. Sharpay rất sốc, cô chỉ còn cách gọi em trai Ryan lên hát cùng mình, nhưng Ryan đã không đồng ý. Khi Chad và Wildcats biết được hành động của Troy, ngay trước thời khắc đêm diễn, họ bảo anh trở lại hát với Sharpay và nói sẽ đổi một bài hát khác. Nhưng rồi Troy đã lên sân khấu hát song ca cùng Gabriella. Sharpay tức tối khi biết mình bị lừa. Khi bài hát gần kết thúc, cả nhóm Wildcats đã cùng tiến lên sân khấu nhảy cùng với hai người.
Mùa hè cũng đã kết thúc với một bữa tiệc trong hồ bơi của tất cả các thành viên Wildcats.

### High School Musical 3: Senior Year(2008)
Trân đấu tranh cúp vô địch bóng rổ giữa đội East High Wildcats và West High Knights đã diễn ra với nỗ lực ở những giây cuối của Troy (Zac Efron) đã đem về chiến thắng cho Wildcats. Tại bữa tiệc ăn mừng chiến thắng. Troy và bạn gái Gabriella (Vanessa Hudgens) cùng nhau nghĩ về những tháng năm qua và tưởng tượng đến khi những tháng ngày cuối cùng tại East High sẽ kết thúc.
Trong tuần tiếp theo tại trường, cô giáo kịch Darbus (Alyson Reed), thông báo có quá ít học sinh đăng ký thử giọng cho Buổi nhạc kịch Mùa xuân, và Sharpay (Ashley Tisdale) đề nghị làm chương trình độc diễn chỉ mình cô. Rất nhanh chóng, Kelsi (Olesya Rulin) đã tự ghi tên tất cả mọi người trong lớp vào đơn đăng ký, trong đó có Sharpay và Ryan, Troy, Gabriella, Chad (Corbin Bleu), Taylor (Monique Coleman) và những người bạn khác. Cô Darbus thông báo, đêm nhạc sẽ nói về chủ đề những ngày cuối cùng tại trường và cũng tuyên bố một trong số bốn người Sharpay, Ryan, Kelsi, và Troy sẽ được chọn để nhận học bổng của trường nghệ thuật Juilliard sau đêm kịch. Quyết tâm giành lấy học bổng và biết Kelsi sẽ giành bài hát hay nhất cho Troy và Gabriella, Sharpay cố thuyết phục Ryan giúp cô lấy bản nhạc đó từ Kelsi.

Chad đang mời Taylor đi dự buổi vũ hội.

Buổi vũ hội đang dần đến, Chad mời Taylor cùng đến dự, song cô đã từ chối. Đột nhiên, Chad đã thông báo ngay trước toàn trường rằng anh muốn được dự hội cùng Taylor, và cuối cùng cô đã đồng ý. Trong khi đó, Gabriella đã tìm được cơ hội đến với đại học sớm hơn và đã ra đi sau khi nói lời tạm biệt Troy. Tuy nhiên, ngay trong đêm hội, Troy đã kịp đưa Gabriella về cùng tham gia buổi diễn. Kết thúc đêm diễn, cô Darbus thông báo cả Ryan và Kelsi sẽ được nhận học bổng từ Juilliard. Còn mỗi học sinh cũng đã có được sự lựa chọn trường đại học cho riêng mình.
Bộ phim kết thúc với cảnh mọi học sinh nhảy múa trong buổi lễ cuối năm, và các diễn viên chính đứng trên sân khấu cúi đầu chào khán giả.

### High School Musical 4: East Meets West(2010)
Bộ phim được thông báo là đạo diễn bởi Jeffrey Hornaday. Nội dung đang được thực hiện cho phần bốn này, với bối cảnh là trận đấu giữa East High Wildcats and West High Knights. Bộ phim sẽ không còn sự tham gia của các diễn viên đóng vai các nhân vật chính như các phần trước.
Bart Johnson thông báo anh sẽ tham gia đóng trong phần bốn.

## Diễn viên
| Troy Bolton      | Zac Efron           | Zac Efron           | Zac Efron            |              |  |  |
| Gabriella Montez | Vanessa Hudgens     | Vanessa Hudgens     | Vanessa Hudgens      |              |  |  |
| Sharpay Evans    | Ashley Tisdale      | Ashley Tisdale      | Ashley Tisdale       |              |  |  |
| Ryan Evans       | Lucas Grabeel       | Lucas Grabeel       | Lucas Grabeel        |              |  |  |
| Chad Danforth    | Corbin Bleu         | Corbin Bleu         | Corbin Bleu          |              |  |  |
| Taylor McKessie  | Monique Coleman     | Monique Coleman     | Monique Coleman      |              |  |  |
| Kelsi Nielsen    | Olesya Rulin        | Olesya Rulin        | Olesya Rulin         |              |  |  |
| Zeke Baylor      | Chris Warren Jr.    | Chris Warren Jr.    | Chris Warren Jr.     |              |  |  |
| Jason Cross      | Ryne Sanborn        | Ryne Sanborn        | Ryne Sanborn         |              |  |  |
| Martha Cox       | Kaycee Stroh        | Kaycee Stroh        | Kaycee Stroh         |              |  |  |
| Cô Darbus        | Alyson Reed         | Alyson Reed         | Alyson Reed          | Alyson Reed  |  |  |
| Jack Bolton      | Bart Johnson        | Bart Johnson        | Bart Johnson         | Bart Johnson |  |  |
| Bà Montez        | Socorro Herrera     |                     | Socorro Herrera      |              |  |  |
| Vance Evans      |                     | Robert Curtis Brown | Robert Curtis Brown  |              |  |  |
| Bà Evans         |                     | Jessica Tuck        | Jessica Tuck         |              |  |  |
| Ông Bolton       | Leslie Wing Pomeroy | Leslie Wing Pomeroy | Leslie Wing Pomeroy  |              |  |  |
| Ông Fulton       |                     | Mark L. Taylor      |                      |              |  |  |
| Tiara Gold       |                     |                     | Jemma McKenzie-Brown |              |  |  |
| Donny Dion       |                     |                     | Justin Martin        |              |  |  |
| Jimmie Zara      |                     |                     | Matt Prokop          |              |  |  |
| Ông Danforth     |                     |                     | David Reivers        |              |  |  |
| Bà Danforth      |                     |                     | Yolanda Wood         |              |  |  |
| Principal Matsui | Joey Miyashima      | Joey Miyashima      | Joey Miyashima       |              |  |  |

## High School Musical: El Desafío
High School Musical: El Desafío (tiếng Tây Ban Nha) là một bộ phim ăn theo phim Mỹ High School Musical cho thị trường Mỹ Latin, dựa trên cuốn sách Battle of the Bands. Bộ phim được công chiếu ở rạp và có tám bài hát mới đã được sản xuất riêng cho phim. Phim có mặt đầu tiên ở Argentina vào tháng 2 năm 2008, tiếp theo là México tháng 8 năm 2008 và Brasil năm 2009.

## Biểu diễn trên sân khấu & trên các phương tiện truyền thông khác

### Chuyến lưu diễn
Chuyến lưu diễn"High School Musical: The Concert"bắt đầu từ 26 tháng 11 năm 2006 ở San Diego, California. Tour diễn tiếp tục ngày 28 tháng 1 năm 2007 ở một số thành phố vòng quanh Mỹ, Canada và Mỹ Latinh. Tour lưu diễn có mặt tất cả các thành viên tham gia trong phim, trừ Zac Efron khi anh bận quay cho Hairspray. Efron đã được thay thế bởi Drew Seeley (người có giọng hát được trộn với giọng thật của Zac trong suốt bộ phim). Tour diễn đã thể hiện tất cả các ca khúc trong phim và một số ca khúc khác của Vanessa Hudgens, Ashley Tisdale và Corbin Bleu.

### Series thực tế
Trong tháng 7 và tháng 8 năm 2008, ABC đã phát sóng một chương trình thực tế dựa trên series này, High School Musical: Get in the Picture. Người chiến thắng chương trình đã xuất hiện trong một video âm nhạc trong phần credit của High School Musical 3. Series không nhận được đánh giá cao.

### Ice tour
"Feld Entertainment"sản xuất tour diễn có tên High School Musical: The Ice Tour, đã biểu diễn ở thành phố New York ngày 29 tháng 9 năm 2007. Show diễn có các ca khúc từ cả phần 1 và phần 2, và một bản xem trước đặc biệt cho High School Musical 3: Senior Year.

### Series sách
Tháng 6 năm 2006, Disney Press xuất bản High School Musical: the Junior Novel, tiểu thuyết hóa bộ phim này. Cuốn tiểu thuyết đã đứng ở vị trí quán quân trên danh sách sách bán chạy của The New York Times, và trụ vững trong danh sách trong 16 tuần. Tháng 8 năm 2007, cuốn sách đã bán được trên 4,5 triệu bản, cùng 1 triệu bản của phần tiếp cuốn tiểu thuyết, High School Musical 2: The Junior Novel."High School Musical 3: Senior Year: The Junior Novel"phát hành ngày 23 tháng 9 năm 2008.

### Trò chơi video
Disney Interactive Studios đã sản xuất 6 video game dựa trên series High School Musical.